# Teatro Leal
Pour les articles homonymes, voir Leal.
Le Teatro Leal est un théâtre situé à San Cristóbal de La Laguna à Tenerife. Il a été bâti sur ordre d'Antonio Leal en 1915, avec des plans de l'architecte Antonio Peintre Ocete.

## Histoire
C'est un bâtiment de style éclectique. Sa façade se caractérise par la profusion d'éléments floraux, d'animaux et de personnages, tous réalisés par López Ruiz.
En 1990 il a fermé au public à cause de problèmes de couverture. Il a ensuite été restauré et n'a rouvert qu'en 2008.
Après la restauration, la capacité totale du Théâtre Leal est passée à 608 spectateurs.